# جنایات (مجموعه تلویزیونی)
جنایات (ایتالیایی: Crimini) یک مجموعهٔ تلویزیونی جنایی دلهره‌آور ایتالیایی است که در سال ۲۰۰۶ منتشر شد. تعداد فراوانی از بازیگران سینما و تلویزیون ایتالیا در این مجموعه آنتولوژی نقش‌آفرینی نموده‌اند.

## قسمت‌ها

### فصول و قسمت‌ها
| فصل | قسمت‌ها | قسمت‌ها | تاریخ اصلی روی آنتن رفتن | تاریخ اصلی روی آنتن رفتن |
| فصل | قسمت‌ها | قسمت‌ها | اولین بار                | آخرین بار                |
| --- | ------ | ------ | ------------------------ | ------------------------ |
| ۱   | ۸      | ۸      | ۶ دسامبر ۲۰۰۶            | ۲۱ دسامبر ۲۰۰۷           |
| ۲   | ۸      | ۸      | ۹ آوریل ۲۰۱۰             | ۲۷ مه ۲۰۱۰               |